# Astroseti

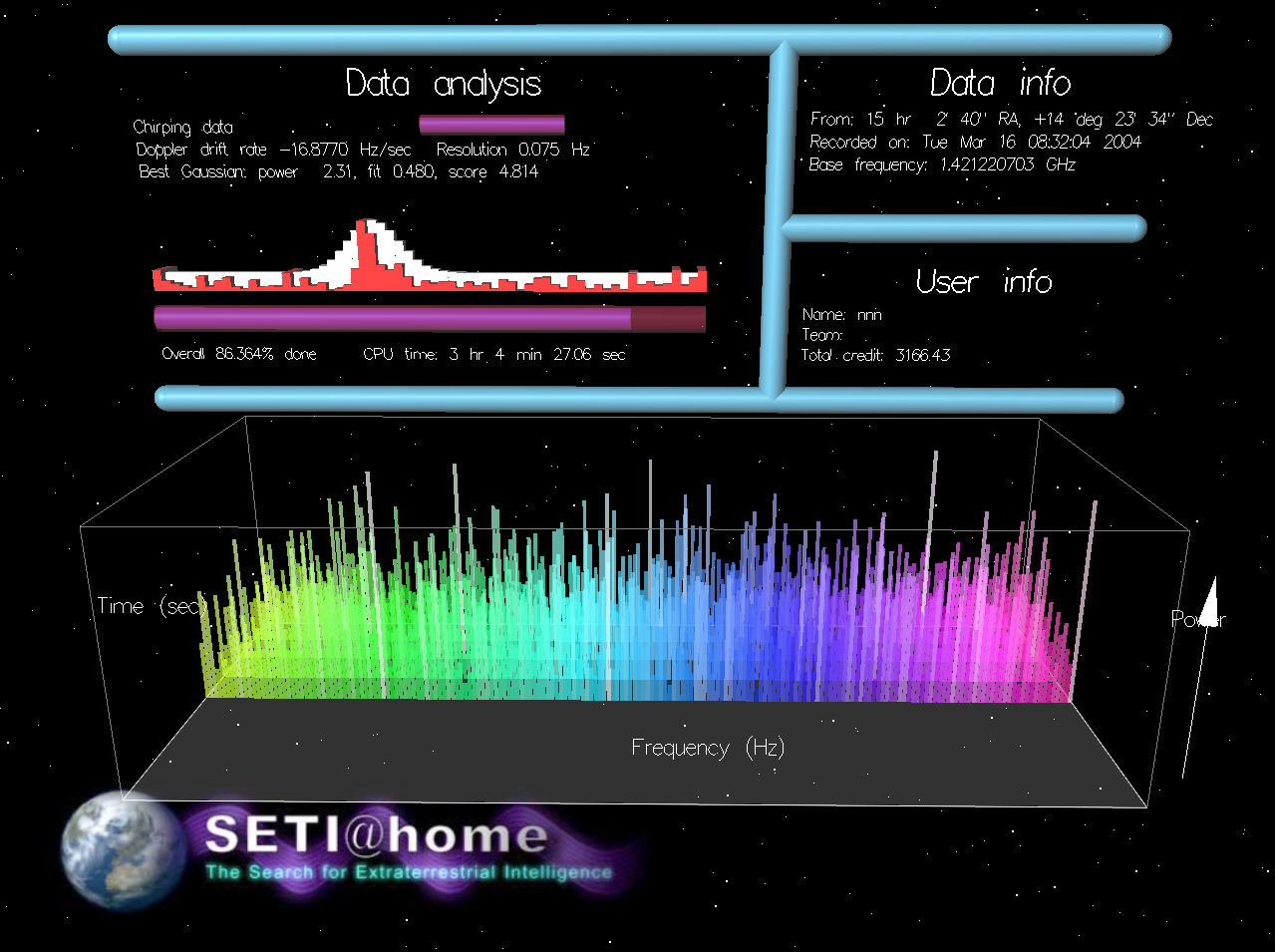
Astroseti nació con la intención de facilitar información sobre el proyecto SETI@home de búsqueda de vida extraterrestre (en la imagen, el programa en funcionamiento).

Astroseti es un proyecto colaborativo dedicado a la divulgación de contenidos científicos en español, publicados originalmente en inglés. Ello se consigue a través de la colaboración de traductores voluntarios provenientes de España e Hispanoamérica. Las traducciones se editan diariamente en el portal de esta asociación sin ánimo de lucro.
El dominio Astroseti.org nace el 2 de enero de 2002 de la mano del fundador de la web, Emilio González, que pretendía inicialmente facilitar información en castellano sobre el proyecto SETI@home de la Universidad de California en Berkeley, centro del que obtuvo permiso para efectuar la traducción de la información referente al proyecto. La buena acogida por parte de los aficionados al SETI y las ofertas de ayuda que recibió hicieron pensar a González que formando un grupo de voluntarios se podrían traducir otros contenidos.
Más tarde, Astroseti contacta con la NASA para traducir la web de la misión Kepler, a la que sigue la del Instituto de Astrobiología de la NASA (NAI). A medida que más voluntarios se unen al grupo de traductores, la organización crea nuevas secciones: Planetary Society, Science@NASA, Astrobiology Magazine, misión Cassini/Huygens, catálogo Messier, Glenn Research Center, ESA, Historia de las matemáticas, etc. Astroseti es invitada por la NASA a la Tercera Conferencia Internacional de Astrobiología celebrada en 2004.
La red de webs, accesibles y aglutinadas por el portal principal, en el que a diario se publican traducciones de noticias relacionadas con la divulgación científica (especialmente las relacionadas con el espacio) alcanza pronto notoriedad en el ámbito cibernético hispano. Se ha convertido en una de las páginas web de temática científica más visitada en nuestro idioma. 